# Ортогональная система
Ортогона́льная систе́ма элементов векторного пространства со скалярным произведением — такое подмножество векторов {\displaystyle \left\{\varphi _{i}\right\}\subset H}, что любые различные два из них ортогональны, то есть их скалярное произведение равно нулю:
{\displaystyle (\varphi _{i},\varphi _{j})=0}.
Ортогональная система в случае её полноты может быть использована в качестве базиса пространства. При этом разложение любого элемента {\displaystyle {\vec {a}}} может быть вычислено по формулам:
{\displaystyle {\vec {a}}=\sum _{k}\alpha _{i}\varphi _{i}}, где {\displaystyle \alpha _{i}={\frac {({\vec {a}},\varphi _{i})}{(\varphi _{i},\varphi _{i})}}}.
Случай, когда норма всех элементов Невозможно разобрать выражение (SVG (MathML можно включить с помощью плагина для браузера): Недопустимый ответ («Math extension cannot connect to Restbase.») от сервера «http://localhost:6011/ru.wikipedia.org/v1/»:): {\displaystyle ||\varphi_i||=1}
, называется ортонормированной системой.

## Ортогонализация
По любой линейно независимой системе можно построить ортонормированную систему, применив процесс ортогонализации Грама ― Шмидта.
Любая полная линейно независимая система в конечномерном пространстве является базисом. От простого базиса, следовательно, можно перейти к ортонормированному базису.

## Ортогональное разложение
При разложении векторов векторного пространства по ортонормированному базису упрощается вычисление скалярного произведения:
{\displaystyle ({\vec {a}},{\vec {b}})=\sum _{k}\alpha _{k}\beta _{k}}, где {\displaystyle {\vec {a}}=\sum _{k}\alpha _{k}\varphi _{k}} и {\displaystyle {\vec {b}}=\sum _{k}\beta _{k}\varphi _{k}}.